# Eleições legislativas portuguesas de 1983 no distrito de Vila Real
| Eleições legislativas portuguesas de 1983 Distritos: Aveiro \| Beja \| Braga \| Bragança \| Castelo Branco \| Coimbra \| Évora \| Faro \| Guarda \| Leiria \| Lisboa \| Portalegre \| Porto \| Santarém \| Setúbal \| Viana do Castelo \| Vila Real \| Viseu \| Açores \| Madeira \| Estrangeiro |

## Resultados por Concelho
Os resultados nos concelhos do Distrito de Vila Real foram os seguintes:

### Alijó
| Partido                 | Partido                     | Votos  | %               | +/-  |
| ----------------------- | --------------------------- | ------ | --------------- | ---- |
|                         | Partido Social Democrata    | 3 745  | 37,31 / 100,00  | -    |
|                         | Partido Socialista          | 3 625  | 36,12 / 100,00  | 9,33 |
|                         | Centro Democrático e Social | 1 312  | 13,07 / 100,00  | -    |
|                         | Aliança Povo Unido          | 535    | 5,33 / 100,00   | 0,87 |
|                         | Outros                      | 422    | 4,22 / 100,00   |      |
| Votos Inválidos         | Votos Inválidos             | 398    | 3,97 / 100,00   | 0,35 |
| Total                   | Total                       | 10 037 | 100,00 / 100,00 |      |
| Eleitorado/Participação | Eleitorado/Participação     | 13 120 | 76,50 / 100,00  | 9,67 |

### Boticas
| Partido                 | Partido                     | Votos | %               | +/-  |
| ----------------------- | --------------------------- | ----- | --------------- | ---- |
|                         | Partido Social Democrata    | 2 304 | 51,67 / 100,00  | -    |
|                         | Partido Socialista          | 1 241 | 27,83 / 100,00  | 9,50 |
|                         | Centro Democrático e Social | 337   | 7,56 / 100,00   | -    |
|                         | Aliança Povo Unido          | 153   | 3,43 / 100,00   | 0,29 |
|                         | Outros                      | 162   | 3,64 / 100,00   |      |
| Votos Inválidos         | Votos Inválidos             | 262   | 5,88 / 100,00   | 1,60 |
| Total                   | Total                       | 4 459 | 100,00 / 100,00 |      |
| Eleitorado/Participação | Eleitorado/Participação     | 6 347 | 70,25 / 100,00  | 6,05 |

### Chaves
| Partido                 | Partido                     | Votos  | %               | +/-  |
| ----------------------- | --------------------------- | ------ | --------------- | ---- |
|                         | Partido Social Democrata    | 12 016 | 49,61 / 100,00  | -    |
|                         | Partido Socialista          | 7 073  | 29,20 / 100,00  | 8,77 |
|                         | Centro Democrático e Social | 2 131  | 8,80 / 100,00   | -    |
|                         | Aliança Povo Unido          | 1 257  | 5,19 / 100,00   | 0,04 |
|                         | Outros                      | 818    | 3,38 / 100,00   |      |
| Votos Inválidos         | Votos Inválidos             | 925    | 3,82 / 100,00   | 0,43 |
| Total                   | Total                       | 24 220 | 100,00 / 100,00 |      |
| Eleitorado/Participação | Eleitorado/Participação     | 34 041 | 71,15 / 100,00  | 9,75 |

### Mesão Frio
| Partido                 | Partido                     | Votos | %               | +/-   |
| ----------------------- | --------------------------- | ----- | --------------- | ----- |
|                         | Partido Social Democrata    | 1 331 | 41,76 / 100,00  | -     |
|                         | Partido Socialista          | 1 137 | 35,68 / 100,00  | 10,69 |
|                         | Centro Democrático e Social | 300   | 9,41 / 100,00   | -     |
|                         | Aliança Povo Unido          | 190   | 5,96 / 100,00   | 0,29  |
|                         | Outros                      | 116   | 3,63 / 100,00   |       |
| Votos Inválidos         | Votos Inválidos             | 113   | 3,54 / 100,00   | 0,86  |
| Total                   | Total                       | 3 187 | 100,00 / 100,00 |       |
| Eleitorado/Participação | Eleitorado/Participação     | 4 221 | 75,50 / 100,00  | 6,07  |

### Mondim de Basto
| Partido                 | Partido                                | Votos | %               | +/-  |
| ----------------------- | -------------------------------------- | ----- | --------------- | ---- |
|                         | Centro Democrático e Social            | 1 526 | 34,82 / 100,00  | -    |
|                         | Partido Social Democrata               | 1 269 | 28,95 / 100,00  | -    |
|                         | Partido Socialista                     | 1 068 | 24,37 / 100,00  | 7,26 |
|                         | Partido Operário de Unidade Socialista | 118   | 2,69 / 100,00   | 0,46 |
|                         | Aliança Povo Unido                     | 78    | 1,78 / 100,00   | 1,97 |
|                         | Partido Popular Monárquico             | 69    | 1,57 / 100,00   | -    |
|                         | União Democrática Popular              | 47    | 1,07 / 100,00   | 0,40 |
|                         | Partido da Democracia Cristã           | 44    | 1,00 / 100,00   | 0,45 |
|                         | Outros                                 | 54    | 1,23 / 100,00   |      |
| Votos Inválidos         | Votos Inválidos                        | 110   | 2,51 / 100,00   | 0,38 |
| Total                   | Total                                  | 4 383 | 100,00 / 100,00 |      |
| Eleitorado/Participação | Eleitorado/Participação                | 6 259 | 70,03 / 100,00  | 8,97 |

### Montalegre
| Partido                 | Partido                     | Votos  | %               | +/-   |
| ----------------------- | --------------------------- | ------ | --------------- | ----- |
|                         | Partido Social Democrata    | 4 238  | 47,18 / 100,00  | -     |
|                         | Partido Socialista          | 3 099  | 34,50 / 100,00  | 9,88  |
|                         | Aliança Povo Unido          | 457    | 5,09 / 100,00   | 0,57  |
|                         | Centro Democrático e Social | 382    | 4,25 / 100,00   | -     |
|                         | Outros                      | 405    | 4,51 / 100,00   |       |
| Votos Inválidos         | Votos Inválidos             | 402    | 4,47 / 100,00   | 0,19  |
| Total                   | Total                       | 8 983  | 100,00 / 100,00 |       |
| Eleitorado/Participação | Eleitorado/Participação     | 13 864 | 64,79 / 100,00  | 11,70 |

### Murça
| Partido                 | Partido                     | Votos | %               | +/-  |
| ----------------------- | --------------------------- | ----- | --------------- | ---- |
|                         | Partido Social Democrata    | 2 050 | 45,65 / 100,00  | -    |
|                         | Partido Socialista          | 944   | 21,02 / 100,00  | 5,70 |
|                         | Centro Democrático e Social | 864   | 19,24 / 100,00  | -    |
|                         | Aliança Povo Unido          | 210   | 4,68 / 100,00   | 0,31 |
|                         | Partido Popular Monárquico  | 127   | 2,83 / 100,00   | -    |
|                         | Outros                      | 114   | 2,76 / 100,00   |      |
| Votos Inválidos         | Votos Inválidos             | 172   | 3,83 / 100,00   | 0,07 |
| Total                   | Total                       | 4 491 | 100,00 / 100,00 |      |
| Eleitorado/Participação | Eleitorado/Participação     | 6 232 | 72,06 / 100,00  | 7,97 |

### Peso da Régua
| Partido                 | Partido                     | Votos  | %               | +/-  |
| ----------------------- | --------------------------- | ------ | --------------- | ---- |
|                         | Partido Socialista          | 4 986  | 45,86 / 100,00  | 9,19 |
|                         | Partido Social Democrata    | 2 708  | 24,91 / 100,00  | -    |
|                         | Centro Democrático e Social | 1 434  | 13,19 / 100,00  | -    |
|                         | Aliança Povo Unido          | 1 022  | 9,40 / 100,00   | 1,55 |
|                         | Outros                      | 358    | 3,29 / 100,00   |      |
| Votos Inválidos         | Votos Inválidos             | 365    | 3,36 / 100,00   | 0,30 |
| Total                   | Total                       | 10 873 | 100,00 / 100,00 |      |
| Eleitorado/Participação | Eleitorado/Participação     | 14 890 | 73,02 / 100,00  | 6,00 |

### Ribeira de Pena
| Partido                 | Partido                      | Votos | %               | +/-   |
| ----------------------- | ---------------------------- | ----- | --------------- | ----- |
|                         | Partido Social Democrata     | 2 055 | 46,25 / 100,00  | -     |
|                         | Partido Socialista           | 1 299 | 29,24 / 100,00  | 11,52 |
|                         | Centro Democrático e Social  | 606   | 13,64 / 100,00  | -     |
|                         | Partido Popular Monárquico   | 92    | 2,07 / 100,00   | -     |
|                         | Partido da Democracia Cristã | 54    | 1,22 / 100,00   | 0,87  |
|                         | Aliança Povo Unido           | 51    | 1,15 / 100,00   | 1,39  |
|                         | Outros                       | 138   | 3,11 / 100,00   |       |
| Votos Inválidos         | Votos Inválidos              | 148   | 3,33 / 100,00   | 0,07  |
| Total                   | Total                        | 4 443 | 100,00 / 100,00 |       |
| Eleitorado/Participação | Eleitorado/Participação      | 6 529 | 68,05 / 100,00  | 9,73  |

### Sabrosa
| Partido                 | Partido                      | Votos | %               | +/-   |
| ----------------------- | ---------------------------- | ----- | --------------- | ----- |
|                         | Partido Social Democrata     | 2 098 | 42,86 / 100,00  | -     |
|                         | Partido Socialista           | 1 609 | 32,87 / 100,00  | 14,27 |
|                         | Centro Democrático e Social  | 554   | 11,32 / 100,00  | -     |
|                         | Aliança Povo Unido           | 210   | 4,29 / 100,00   | 0,47  |
|                         | Partido da Democracia Cristã | 50    | 1,02 / 100,00   | 0,85  |
|                         | Outros                       | 175   | 3,58 / 100,00   |       |
| Votos Inválidos         | Votos Inválidos              | 199   | 4,07 / 100,00   | 0,89  |
| Total                   | Total                        | 4 895 | 100,00 / 100,00 |       |
| Eleitorado/Participação | Eleitorado/Participação      | 6 519 | 75,09 / 100,00  | 8,77  |

### Santa Marta de Penaguião
| Partido                 | Partido                     | Votos | %               | +/-   |
| ----------------------- | --------------------------- | ----- | --------------- | ----- |
|                         | Partido Socialista          | 2 620 | 45,07 / 100,00  | 10,33 |
|                         | Partido Social Democrata    | 1 959 | 33,70 / 100,00  | -     |
|                         | Centro Democrático e Social | 543   | 9,34 / 100,00   | -     |
|                         | Aliança Povo Unido          | 338   | 5,81 / 100,00   | 0,53  |
|                         | Outros                      | 173   | 2,99 / 100,00   |       |
| Votos Inválidos         | Votos Inválidos             | 180   | 3,10 / 100,00   | 0,36  |
| Total                   | Total                       | 5 813 | 100,00 / 100,00 |       |
| Eleitorado/Participação | Eleitorado/Participação     | 7 628 | 76,21 / 100,00  | 3,84  |

### Valpaços
| Partido                 | Partido                      | Votos  | %               | +/-   |
| ----------------------- | ---------------------------- | ------ | --------------- | ----- |
|                         | Partido Social Democrata     | 5 997  | 48,38 / 100,00  | -     |
|                         | Centro Democrático e Social  | 2 793  | 22,53 / 100,00  | -     |
|                         | Partido Socialista           | 2 451  | 19,77 / 100,00  | 6,54  |
|                         | Aliança Povo Unido           | 256    | 2,07 / 100,00   | 0,05  |
|                         | Partido da Democracia Cristã | 132    | 1,06 / 100,00   | 0,56  |
|                         | Outros                       | 286    | 2,31 / 100,00   |       |
| Votos Inválidos         | Votos Inválidos              | 481    | 3,88 / 100,00   | 1,11  |
| Total                   | Total                        | 12 396 | 100,00 / 100,00 |       |
| Eleitorado/Participação | Eleitorado/Participação      | 18 198 | 68,12 / 100,00  | 12,09 |

### Vila Pouca de Aguiar
| Partido                 | Partido                      | Votos  | %               | +/-   |
| ----------------------- | ---------------------------- | ------ | --------------- | ----- |
|                         | Partido Social Democrata     | 3 988  | 44,76 / 100,00  | -     |
|                         | Partido Socialista           | 3 177  | 35,66 / 100,00  | 12,05 |
|                         | Centro Democrático e Social  | 577    | 6,48 / 100,00   | -     |
|                         | Aliança Povo Unido           | 423    | 4,75 / 100,00   | 0,02  |
|                         | Partido da Democracia Cristã | 111    | 1,25 / 100,00   | 0,80  |
|                         | Outros                       | 286    | 3,20 / 100,00   |       |
| Votos Inválidos         | Votos Inválidos              | 347    | 3,90 / 100,00   | 0,10  |
| Total                   | Total                        | 8 909  | 100,00 / 100,00 |       |
| Eleitorado/Participação | Eleitorado/Participação      | 13 534 | 65,83 / 100,00  | 8,90  |

### Vila Real
| Partido                 | Partido                     | Votos  | %               | +/-  |
| ----------------------- | --------------------------- | ------ | --------------- | ---- |
|                         | Partido Social Democrata    | 10 135 | 39,48 / 100,00  | -    |
|                         | Partido Socialista          | 8 482  | 33,04 / 100,00  | 9,13 |
|                         | Centro Democrático e Social | 3 479  | 13,55 / 100,00  | -    |
|                         | Aliança Povo Unido          | 1 747  | 6,80 / 100,00   | 0,59 |
|                         | Outros                      | 976    | 3,80 / 100,00   |      |
| Votos Inválidos         | Votos Inválidos             | 855    | 3,33 / 100,00   | 0,11 |
| Total                   | Total                       | 25 674 | 100,00 / 100,00 |      |
| Eleitorado/Participação | Eleitorado/Participação     | 32 642 | 78,65 / 100,00  | 6,79 |